# Holten Fürchtegott Trepka
Holten Fürchtegott Trepka (14. august 1818 – 27. februar 1895) var en dansk officer. 
Han var søn af Christian Trepka og bror til Johan Christian Matthias Trepka og gjorde karriere i kavaleriet. 1866-72 boede han i sin ejendom Købmagergade 9 i Næstved. Fra 1870 var han chef for 2. Dragonregiment. Han sluttede sin karriere som generalmajor og kammerherre, Ridder af Dannebrog og Dannebrogsmand. Han ejede godset Schönböcken uden for Lübeck, hvor han døde 1895.
Han var gift med Magdalene Marie Elisabeth født Meyerink. Sammen med sin hustru stiftede han ved gavebrev af 22. maj 1894 Det Trepka'ske Marie Mathiane Legat på 6.000 kr., hvis renter tillægges 4 fra Asylet i Odense udgåede konfirmander, som får det udbetalt straks efter det fyldte 18. år.